# Formel 1 (Motorboot)

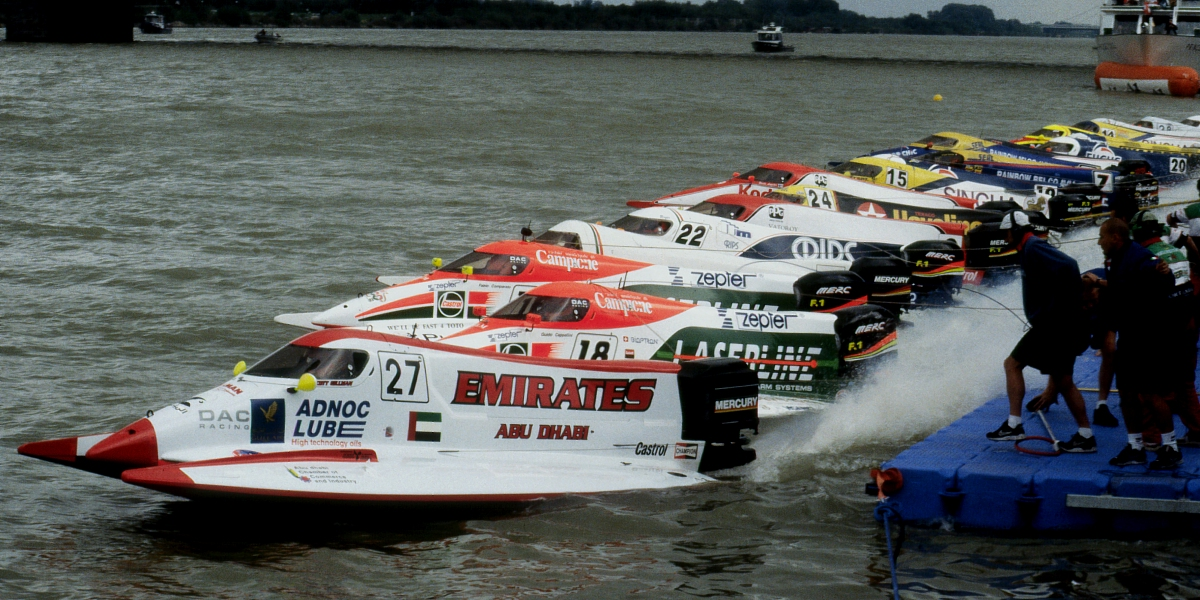
Start eines Formel-1-Rennens

Die Formel 1 im Motorbootsport (auch F1 H2O) ist laut Weltdachverband UIM die schnellste Außenbord-Rennbootserie bei Rundstreckenrennen.

## Geschichte
Welt- und Europameisterschaften im Motorboot-Rennsport wurden früher in mehreren Rennläufen an einem Wochenende am gleichen Ort ausgetragen, wobei bei vier Rennläufen der schlechteste Lauf jedes Fahrers nicht mit in die Gesamtwertung einbezogen wurde. 1975 wurde in den Hubraumklassen 850 cm³ und 2000 cm³ erstmals eine „Langstrecken-Europameisterschaft“ ausgetragen, zu der bis zu sechs Rennen an verschiedenen Austragungsorten gewertet wurden. 1980 führte die U.I.M. den Begriff „Formel 1“ ein. Bei der Formel-1-Weltmeisterschaftsserie durften alle Außenbord-Rennboote mit mehr als 2000 cm³ Hubraum starten. Es kamen nur Motoren von OMC (Johnson/Evinrude) zum Einsatz, anfangs V6-Motoren, ab 1981 die speziell entwickelten V8-Motoren.
Die Rennmotoren von Mercury hatten zu dieser Zeit knapp unter 2000 cm³ Hubraum. Als Konkurrenz zur Formel 1 gründeten sie 1981 die „FONDA“-Weltmeisterschaftsserie. FONDA steht für „Formula ON Drivers Association“, der Name „Formula ON“ kommt von der Bezeichnung der Klasse „ON“ für Boote mit Motoren von 2000 cm³ Hubraum. Teilweise wurde die Abkürzung fälschlicherweise als „Formula One Drivers Association“ gedeutet. 1983 wurde sie umbenannt in „Formula Grand Prix“-Weltmeisterschaftsserie. Nachdem OMC die Produktion der 8-Zylinder-Motoren eingestellt hatte, wurde die Formel 1 ab 1987 nicht mehr ausgetragen. Ab 1990 vergab die U.I.M. den Titel neu an die Rennbootklasse mit bis zu 2000 cm³ Hubraum, dadurch starteten dort nur noch Boote mit Mercury-Motoren. Um die Klasse nicht auf eine Motorenmarke zu beschränken, hob die U.I.M. die Hubraumgrenze ab dem Jahr 2000 auf 3 Liter an und führte Untergruppen ein. Bei den Rennen starteten die Teilnehmer mit 2-Liter-Mercury-Motoren, 2,5-Liter-Mercury-Motoren und nur ganz selten 3-Liter-Johnson-Motoren, die sich aber als wenig konkurrenzfähig erwiesen. Daher sind mittlerweile alle Fahrer auf Mercury-Motoren umgestiegen.

## Klassen
Im aktuellen Reglement gibt es drei Klassen (siehe Tabelle). Die Weltrekorde stellte der Italiener Guido Cappellini im Jahr 2005 auf.
| Klasse    | Hubraum Motor | Gewicht Boot | Weltrekord  | Fahrer           |
| --------- | ------------- | ------------ | ----------- | ---------------- |
| 2 Liter   | bis 2100 cm³  | 486 kg       | 233,09 km/h | Guido Cappellini |
| 2,5 Liter | bis 2550 cm³  | 550 kg       | 256,26 km/h | Guido Cappellini |
| 3 Liter   | bis 3100 cm³  | 586 kg       | 244,94 km/h | Guido Cappellini |

Anmerkungen zur Tabelle:
1. ↑  Das Mindestgewicht umfasst Boot inkl. Motor und Rest-Treibstoff nach dem Rennen sowie Fahrer inkl. persönlicher Sicherheitsausrüstung.

## Weltmeisterschaftsserie

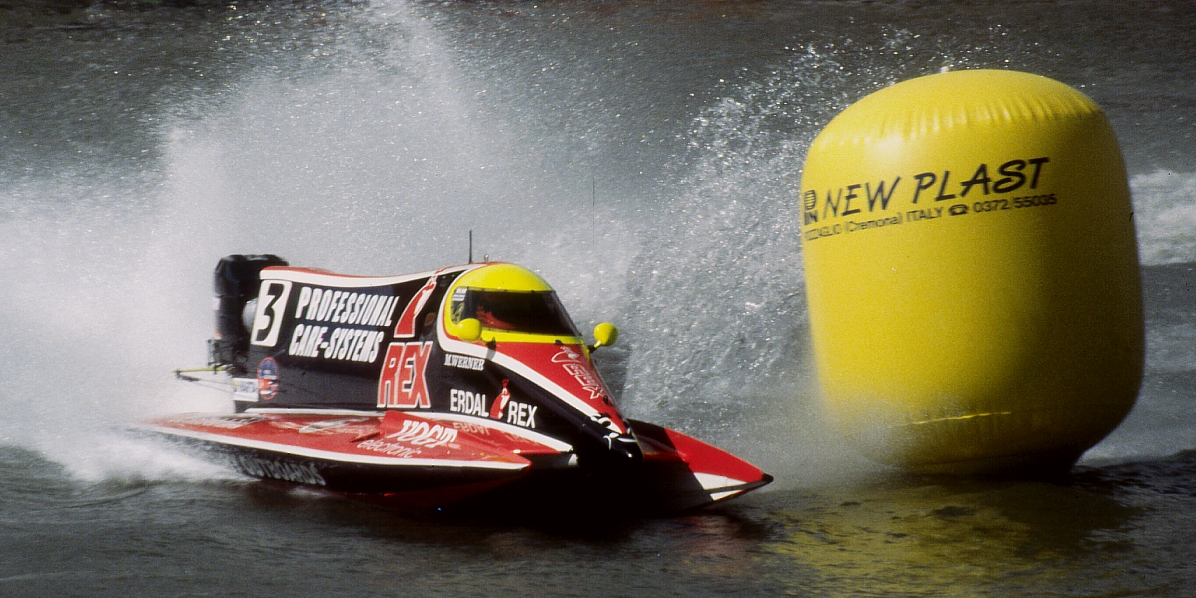
Ein Formel-1-Boot an einer Wendeboje

Die Formel-1-Weltmeisterschaftsserie wird jährlich ausgetragen. Die Anzahl der Rennen ist im Reglement nicht festgelegt, sie betrug in den letzten Jahren zwischen sechs und zehn. Jedes Rennen setzt sich zusammen aus:
- freiem Training
- zweimal Zeittraining mit maximal je 17 Runden zur Ermittlung der Startpositionen
- Einzelzeittraining (1 Runde) für die besten sechs Fahrer des Zeittrainings, um die Startposition für das Hauptrennen zu ermitteln
- Hauptrennen über ca. 45 Minuten

Die ersten zehn Fahrer des Hauptrennens erhalten entsprechend ihrer Platzierung folgende Punktzahl:
| Platzierung | 1  | 2  | 3  | 4 | 5 | 6 | 7 | 8 | 9 | 10 |
| Punkte      | 20 | 15 | 12 | 9 | 7 | 5 | 4 | 3 | 2 | 1  |

Die Punkte werden zusammengezählt und ermitteln am Saisonende den Weltmeister.
Die Rennorte der letzten Jahre waren: Doha (Katar, 2008–2011), Portimao (Portugal, 2008–2011), Lahti (Finnland, 2008–2009), St. Petersburg (Russland, 2008–2010), Kiew (Ukraine, 2011), Kazan (Tatarstan, 2011), Linyi (China, 2010), Liuzhou (China, 2008–2011), Shenzhen (China, 2008–2010), Abu Dhabi (VAE, 2008–2011), Sharjah (VAE, 2008–2011). Das letzte Formel-1-Rennen in Deutschland fand am 3. August 2003 in Stralsund statt.

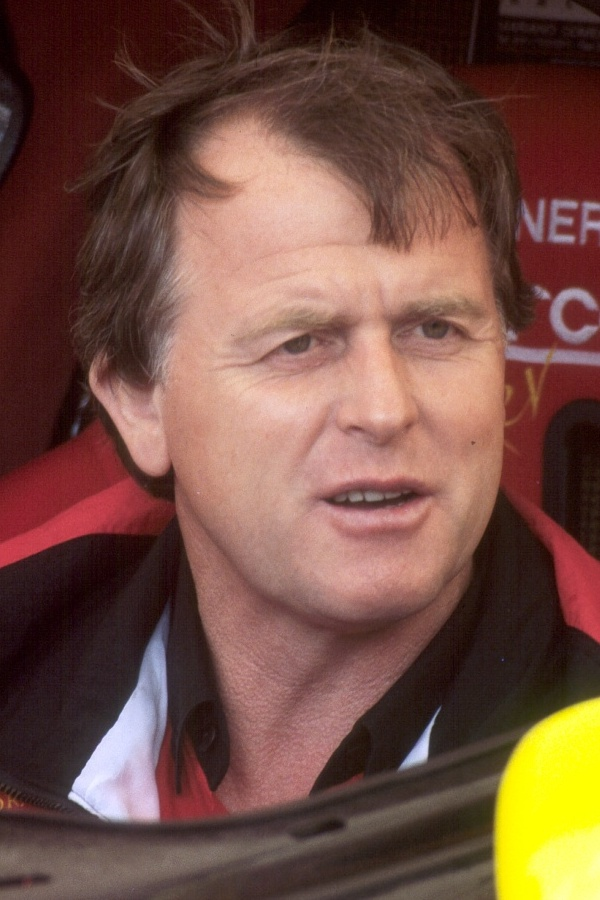
Der einzige deutsche Formel-1-Weltmeister Michael Werner

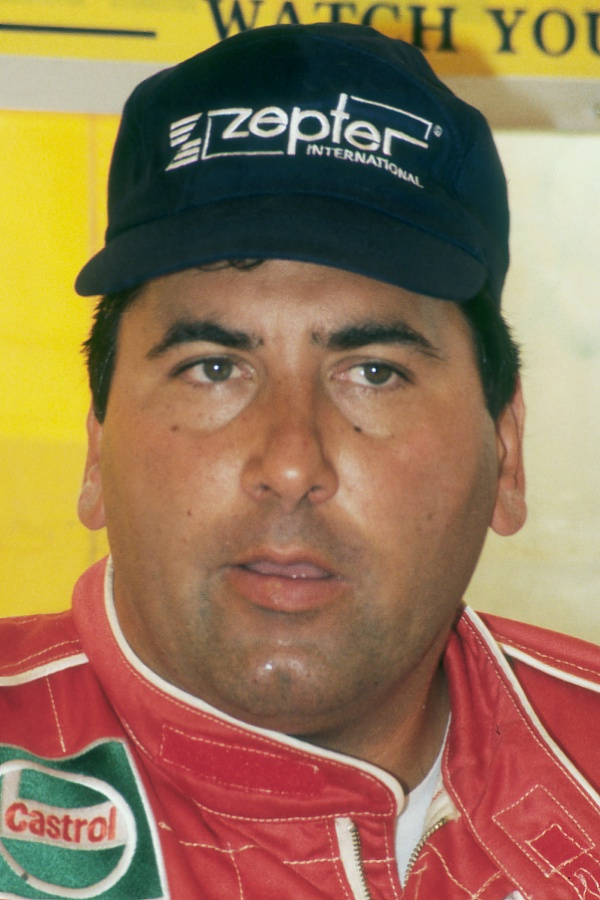
Weltrekordler Guido Cappellini hat 2009 seinen 10. Meistertitel errungen.

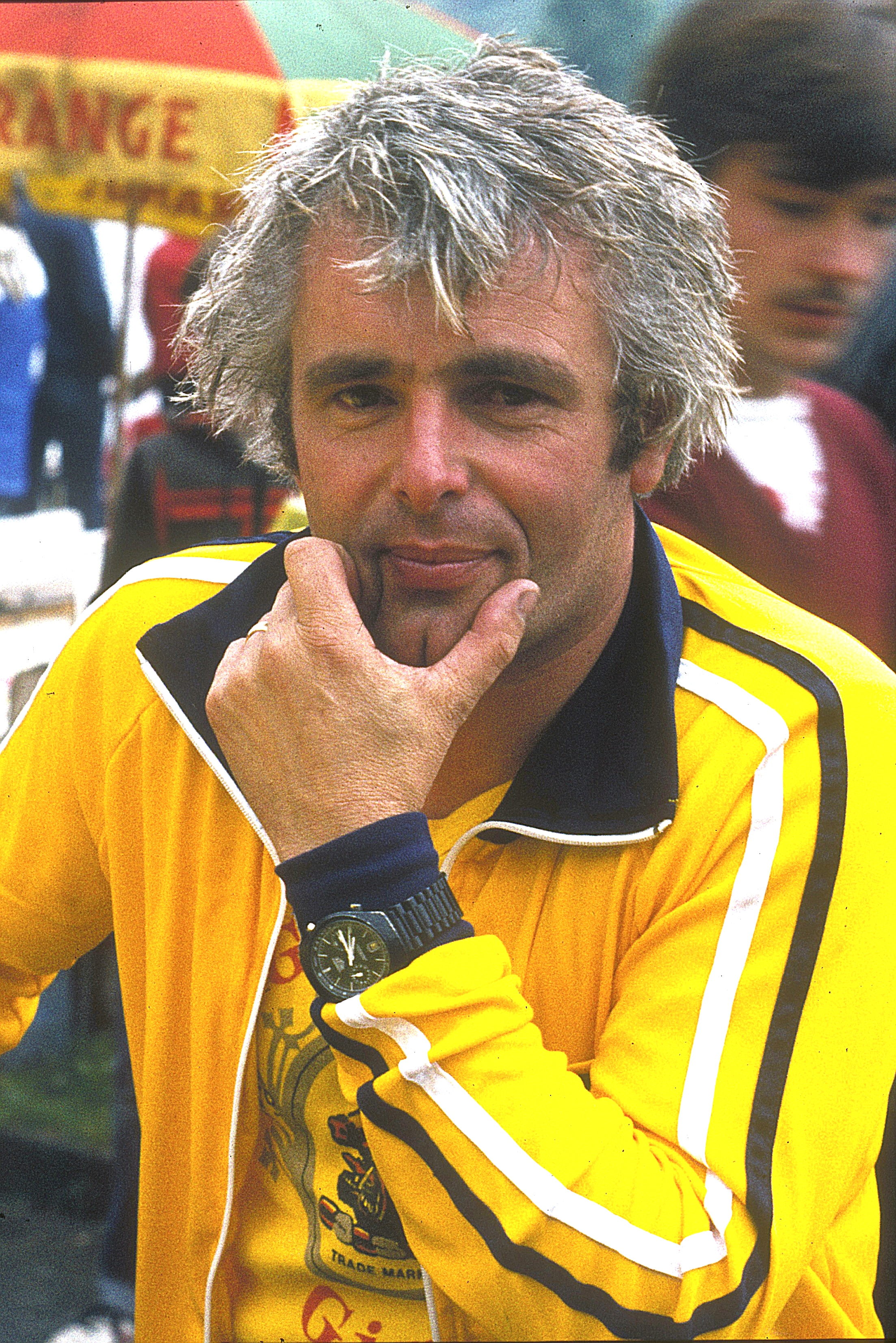
Roger Jenkins 1981

| Jahr | Hubraumklasse 2 Liter | Hubraumklasse 3 Liter |
| ---- | --------------------- | --------------------- |
| 1975 | Bob Spalding          |                       |
| 1976 | Tom Percival †        |                       |
| 1977 | Roger Jenkins         |                       |
| 1978 | Miodrag Radovanovic   |                       |
| 1979 | Nick Cripps           |                       |
| 1980 | John Millward         | Bob Spalding          |
| 1981 | Tony Williams         | Renato Molinari       |
| 1982 | Michael Werner        | Roger Jenkins         |
| 1983 | Michael Werner        | Renato Molinari       |
| 1984 | John Hill †           | Renato Molinari       |
| 1985 | John Hill †           | Bob Spalding          |
| 1986 | Jonathan Jones        | Gene Thibodeaux       |
| 1987 | Bill Seebold          |                       |
| 1988 | Chris Bush            |                       |
| 1989 | Jonathan Jones        |                       |
| 1990 | John Hill †           |                       |
| 1991 | Jonathan Jones        |                       |
| 1992 | Fabrizio Bocca        |                       |
| 1993 | Guido Cappellini      |                       |
| 1994 | Guido Cappellini      |                       |
| 1995 | Guido Cappellini      |                       |
| 1996 | Guido Cappellini      |                       |
| 1997 | Scott Gillman         |                       |
| 1998 | Jonathan Jones        |                       |
| 1999 | Guido Cappellini      |                       |
| 2000 |                       | Scott Gillman         |
| 2001 | Guido Cappellini      |                       |
| 2002 | Guido Cappellini      |                       |
| 2003 | Guido Cappellini      |                       |
| 2004 | Scott Gillman         |                       |
| 2005 | Guido Cappellini      |                       |
| 2006 | Scott Gillman         |                       |
| 2007 | Sami Seliö            |                       |
| 2008 | Jay Price             |                       |
| 2009 | Guido Cappellini      |                       |
| 2010 | Sami Seliö            |                       |
| 2011 | Alex Carella          |                       |
| 2012 | Alex Carella          |                       |
| 2013 | Alex Carella          |                       |
| 2014 | Philippe Chiappe      |                       |

Weitere deutsche Piloten:
- Fabian Kalsow